# Nordeck (Rhenegge)
Koordinaten: 51° 22′ 13″ N, 8° 46′ 27″ O
Nordeck ist eine Wüstung in der Gemarkung von Rhenegge in der nordhessischen Gemeinde Diemelsee. Der Ort wurde 1120 erstmals urkundlich erwähnt.

## Geographische Lage
Der Ort lag auf etwa 420 Meter über Normalhöhennull rund 1 Kilometer nördlich von Rhenegge. Bis in das 21. Jahrhundert ist als Flurname „In der Nordeck“ bekannt.

## Geschichte
Im Verlauf der Geschichte wurde die Schreibweise des Ortsnamens unterschiedlich wiedergegeben:
- Nortwike (1120) [Kopiar 16. Jahrhundert Regesten der Erzbischöfe von Köln 2, S. 26, Nr. 173]
- Nortwik (1194) [Kop. 14. Jahrhundert Regesten der Erzbischöfe von Köln 2, S. 299, Nr. 1488]
- Nordyke (1374) [Abschrift 1430 Urkunden Kloster Bredelar, S. 204, Nr. 404]
- Nardick (1375) [Abschrift Urkunden Kloster Bredelar, S. 204–205, Nr. 405]
- Nordeck (1427) [Abschrift HStAM Bestand 133 f Nr. Flechtdorf 7/52: 1427 Dez. 13]

Im Jahr 1120 bestätigte der Kölner Erzbischof Friedrich I. dem Kloster Flechtdorf erstmals den Besitz von zwei Hufen in Nordeck; dieser Besitz wurde 1194 bestätigt. Im Jahre 1427 verkauften die Brüder Friedrich und Johann vom alten Hause Padberg und Friedrichs Frau Kunigunde dem Kloster Flechtdorf ihr Gut mit allem Zubehör in Nordeck. Noch 1515 und 1516 bezog das Kloster Einkünfte aus Nordeck. 1421 verkaufte Gottschalk Lamberti dem Kloster Bredelar seinen Kotten in Nordeck mit Äckern, Garten und allem Zubehör.